# Plane
Plane - antyteza Absolutu.  
Plane w charakterze antytezy Absolutu (Ojca Prawdy) występuje w poglądach niektórych grup  gnostyckich, zwłaszcza ze szkoły Walentyna żyjącego w II w. n.e.  W tym sensie Plane wymieniana jest wielokrotnie w gnostyckim traktacie teologiczno-mistycznym znanym jako Ewangelia Prawdy. 

## Literatura
- J.M. Robinson [Editor]: Gospel of Truth, in The Nag Hammadi Library in English, third edition, New York, (1988).